# Shay Given
Séamus "Shay" John James Given  nació el 20 de abril de 1976 en Lifford (Irlanda). Es un exfutbolista profesional que se desempeñó como guardameta. Actualmente es entrenador de arqueros en el Derby County de Inglaterra.
Fue el portero titular y capitán de la selección nacional de la República de Irlanda. Anunció su retiro internacional al terminar su participación en la Eurocopa 2012, donde la selección irlandesa terminó última, eliminada en el grupo C.

## Biografía

### Selección nacional
Debutó con su selección el 27 de marzo de 1996, en un partido contra la selección rusa. A pesar de no conseguir la clasificación para Francia '98 y la Euro del 2000, se estableció como portero titular en 2002 y participó en todos los encuentros del Mundial Corea y Japón, en el que lograron pasar la fase de grupos y perdieron en octavos de final en penaltis ante España.
En 2006 un último empate ante Suiza les privó de la clasificación para el Mundial de Alemania.
El 28 de marzo de 2007 igualó el récord de 80 partidos como internacional de Packie Bonner frente a Eslovaquia, es el portero con más partidos jugados con su selección. Actualmente es el segundo internacional irlandés con 133 partidos jugados, solamente superado por Robbie Keane que cuenta con 145.

### Participaciones en Copas del Mundo
| Mundial                        | Sede                  | Resultado        | Partidos |
| ------------------------------ | --------------------- | ---------------- | -------- |
| Copa Mundial de Fútbol de 2002 | Corea del Sur y Japón | Octavos de final | 4        |

### Participaciones en Eurocopas
| Eurocopa      | Sede              | Resultado        |
| ------------- | ----------------- | ---------------- |
| Eurocopa 2012 | Polonia y Ucrania | Primera fase     |
| Eurocopa 2016 | Francia           | Octavos de final |

## Clubes
| Club            | País       | Año       |
| --------------- | ---------- | --------- |
| Celtic          | Escocia    | 1993-1994 |
| Blackburn       | Inglaterra | 1994-1996 |
| Sunderland      | Inglaterra | 1996      |
| Blackburn       | Inglaterra | 1996-1997 |
| Newcastle       | Inglaterra | 1997-2009 |
| Manchester City | Inglaterra | 2009-2011 |
| Aston Villa     | Inglaterra | 2011-2013 |
| Middlesbrough   | Inglaterra | 2013-2014 |
| Aston Villa     | Inglaterra | 2014-2015 |
| Stoke City      | Inglaterra | 2015-2018 |

## Palmarés
Blackburn
- FA Premier League: 1994-95

Sunderland
- Football League First Division: 1995–96

Newcastle United
- Intertoto - Ganador: 2006–07
- FA Cup subcampeón: 1998, 1999
- Premier League - Equipo de la temporada: 2001–02, 2005–06

Manchester City
- FA Cup: FA Cup 2010-11